# Thymus longidentatus
Thymus longidentatus — вид рослин родини глухокропивові (Lamiaceae), Поширений у Болгарії та колишній Югославії.

## Опис
Листки 12–25 мм, лінійно-ланцетні звужені при основі, черешкові, на основі довго-клиноподібні. Суцвіття головчасте, подовжене; приквітки подібні до листків.

## Поширення
Поширений у Болгарії та колишній Югославії.